# Araeopsylla scitula
Araeopsylla scitula är en loppart som först beskrevs av Rothschild 1909.  Araeopsylla scitula ingår i släktet Araeopsylla och familjen fladdermusloppor. Inga underarter finns listade i Catalogue of Life.